# Taylor Ferns
Taylor Lynn Ferns (Shelby, Michigan, 11 december 1995) is een Amerikaans autocoureur.

## Carrière
Ferns neemt voornamelijk deel aan kampioenschappen binnen het midgetracen. In 2010 debuteerde zij in de POWRi National Midget Series, voordat zij in 2011 in andere Amerikaanse kampioenschappen ging rijden. In 2012 reed zij een volledig seizoen in de USAC National Midget Series, waarin zij zeventiende werd. In 2013 werd zij achtste in het Traxxas USAC Silver Crown Championship en nam zij deel aan acht races van de landelijke ARCA Racing Series. Tot 2016 bleef zij regelmatig deelnemen aan races.
In 2021 keerde Ferns na vier jaar afwezigheid terug in de autosport met haar deelname aan drie USAC-kampioenschappen. In 2022 behaalde zij in de USAC National Silver Crown haar eerste twee podiumfinishes uit haar carrière, waardoor zij uiteindelijk tiende in de eindstand werd. In 2023 verbeterde zij haar positie in dit kampioenschap naar de zevende plaats, alhoewel zij geen enkele keer op het podium eindigde.
In 2024 maakte Ferns haar circuitdebuut in de Indy NXT, waar zij in alle vier de ovalraces voor Abel Motorsports reed.